# Observatori de Kitami
L'Observatori de Kitami s'hi troba al Centre Cultural de la Regió de Kitami-Abashiri, situat en l'est de Hokkaido, Japó. El seu codi d'observatori és el 400. Les seves coordenades geodèsiques són 0.72344 radis terrestres des de l'eix de rotació i +0.68811 radis terrestres des del pla equatorial, amb 143.7827 graus a l'est de Greenwich.
Els astrònoms aficionats Atsushi Takahashi i Kazurō Watanabe van descobrir una gran quantitat d'asteroides des d'aquest lloc. Fins a l'any 2012 s'havien realitzat 680 descobriments des de Kitami.